# 12月25日 (旧暦)
旧暦12月25日は旧暦12月の25日目である。六曜は赤口である。

## できごと
- 長和元年（ユリウス暦1013年2月8日） - 寛弘より長和に改元
- 文化6年（グレゴリオ暦1810年1月30日） - 水戸光圀によって着手された『大日本史』がほぼ完成し、幕府に献上
- 明治2年（グレゴリオ暦1870年1月26日） - 東京～横浜に電信線が開通。電報の取扱いが始まる

## 誕生日
- 天文7年（ユリウス暦1539年1月15日） - 前田利家、五大老の一人・初代加賀藩主（+ 1599年）
- 貞享2年（グレゴリオ暦1686年1月19日） - 白隠慧鶴、禅僧（+ 1768年）
- 天保7年（グレゴリオ暦1837年1月31日） - 高松凌雲、医師（+ 1916年）
- 安政2年（グレゴリオ暦1856年2月1日） - 井上哲次郎、哲学者（+ 1944年）

## 忌日
- 天明3年（グレゴリオ暦1784年1月17日） - 与謝蕪村、俳諧師（* 1716年）
- 慶応2年（グレゴリオ暦1867年1月30日） - 孝明天皇、121代天皇（* 1831年）